# Hubert Rouger
Pour les articles homonymes, voir Rouger.
Hubert Rouger est un homme politique français né le 6 octobre 1875 à Calvisson et décédé le 21 septembre 1958 à Nîmes.

## Biographie
D'abord vigneron, il devient en 1905 directeur d'une imprimerie coopérative à Nîmes. Militant socialiste, il collabore à de nombreux journaux et revues.
Conseiller municipal en 1908, puis adjoint en 1909, il devient maire de Nîmes de 1925 à 1940. En 1919, il est également conseiller général. Député SFIO du Gard de 1910 à 1919 puis de 1924 à 1940. Il est secrétaire de la Chambre de 1924 à 1928 et questeur en 1936.
De 1919 à 1928, il est conseiller général du Gard pour le canton d'Aigues-Mortes.
Il prend aussi part aux activités de la société félibréenne La Tour Magne, et à celles de la Société des félibres de Paris.

## Ouvrage
- Encyclopédie socialiste, syndicale et coopérative de l'Internationale ouvrière ; 3, 9-12. La France socialiste., t. 1, A. Quillet (Paris), 1912 (lire en ligne)